# Калінінський (Зіанчуринський район)
Калі́нінський (рос. Калининский, башк. Калинин) — хутір у складі Зіанчуринського району Башкортостану, Росія. Входить до складу Янибаєвської сільської ради.
Населення — 17 осіб (2010; 36 в 2002).
Національний склад:
- росіяни — 69%